# 9歌唱詩人
9歌唱詩人（きゅうかしょうしじん）は古代ギリシアのアルカイック期に活動した代表的な抒情詩人9人を指す。
- アルクマン（合唱詩、紀元前7世紀）
- サッポー（独唱詩、紀元前600年頃）
- アルカイオス（独唱詩、紀元前600年頃）
- アナクレオン（独唱詩、紀元前6世紀）
- ステシコロス（合唱詩、紀元前6世紀）
- イビュコス（合唱詩、紀元前6世紀）
- シモニデス（合唱詩、紀元前5世紀）
- ピンダロス（合唱詩、紀元前5世紀）
- バッキュリデス（合唱詩、紀元前5世紀）

紀元前5世紀にギリシア悲劇の時代にはいると抒情詩はいったん衰えるが、ヘレニズム時代になると復興し、『ギリシア詞華集』が成立した。この時代に神聖視されたのが上記の9人で、『ギリシア詞華集』には9人の一覧をあげた詩が2篇（第9巻の184番と571番）見られる:12-13。数が9人なのはムーサの数に合わせたものであろう。
古代ギリシアでは詩はすべて歌われるものだったが、アウロスを伴奏楽器とする詩（エレゲイアやイアンボス詩）と、リラやキタラを伴奏とする独唱抒情詩、踊りを伴う合唱抒情詩の3種はそれぞれ異なるジャンルとされ、方言や形式は異なっていた。抒情詩を意味するギリシア語のリュリコス(λυρικός)は文字通りには「竪琴歌」を意味し、当時はアウロスを伴奏とする詩は抒情詩とは考えられていなかった:15-16、したがってエレゲイアやイアンボスで詩を書いたアルキロコス、カリノス、テオグニス、ミムネルモス、セモニデス、クセノパネス、ヒッポナクスらは現代から見れば抒情詩人だが、上記の9人には含まれない。